# Beleg van Groenlo (1606)
Het Beleg van Grol in 1606, was een belegering van de veste Grol, tegenwoordig Groenlo geheten, door het Spaanse leger onder leiding van Ambrogio Spinola, ten tijde van de Tachtigjarige Oorlog. Het beleg maakte deel uit van Spinola's veldtocht van 1605-1606. Het beleg duurde van 3 tot 14 augustus en resulteerde in een overgave van de stad aan het Spaanse leger. Enkele maanden later in 1606 zou prins Maurits op zijn beurt Grol belegeren, maar dit mislukte door inadequaat handelen en tussenkomst van Spinola. Grol zou tot het Beleg van Grol in 1627 in Spaanse handen blijven. 
Vanwege het mislukken van het beleg van Maurits, wordt met het Beleg van Grol in 1606 meestal het beleg door Spinola bedoeld.

## Voorgeschiedenis[1][2]

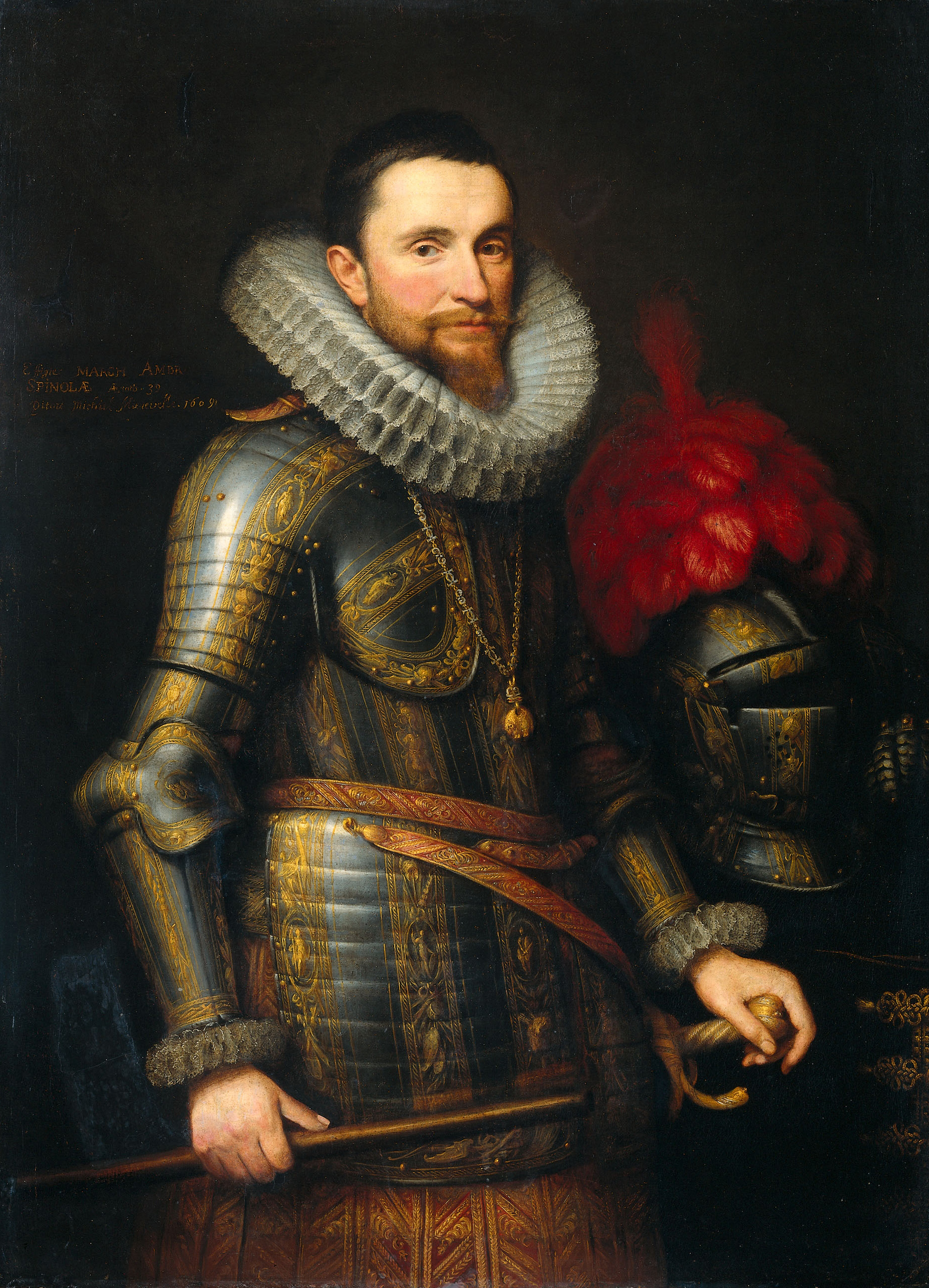
Ambrogio Spinola

De vestingstad Grol was een kleine, maar relatief belangrijke stad in het oosten van de Republiek. Het had een strategische ligging op de handelsroute tussen Duitsland en de Nederlandse Hanzesteden, zoals Deventer en Zutphen. Grol was een versterkte stad met een stadsgracht en bolwerken van waaruit de regio beheerst kon worden. Na jarenlang in Spaans bezit geweest te zijn, bracht Maurits de stad weer in Staatse handen na het Beleg van Groenlo in 1597.

Het Spaanse leger onder leiding van Spinola was met een tegenoffensief begonnen en had in 1605 Oldenzaal en Lingen ingenomen, en wilde verder trekken naar Coevorden. Het aanhoudende slechte weer had de wegen echter onbegaanbaar gemaakt en de oversteek over de IJssel bemoeilijkt. Bewegingen westwaarts of noordwaarts waren verhinderd, waardoor hij gedwongen naar het zuiden trok. Lochem was slecht verdedigd (300 manschappen) en werd zonder veel moeite ingenomen. Het leger van Spinola zou zich nu verenigen met een ander Spaans garnizoen onder leiding van de Graaf van Bucquoy, dat uit het zuiden kwam. Dit werd echter verhinderd door het Staatse leger dat het garnizoen blokkeerde bij de Waal. Teleurgesteld over deze zaak trok Spinola naar de vesting Grol.

## De belegering door Spinola[3][4]

### Aanvang beleg
Op 3 augustus begon hij met de belegering van de stad Grol, alwaar de jonge commandant Van Dort het bevel voerde over 18 vaandels infanterie (1400 man). Direct bij aankomst begonnen de schermutselingen. Na enkele dagen van vuurgevechten wist Spinola op 10 augustus twee van de ravelijnen in handen te krijgen, ten koste van 600 slachtoffers, waaronder een tiental kapiteins. Spinola onderschepte brieven van Prins Maurits gericht aan het garnizoen in Grol, waarin Maurits de belegerde troepen beval nog drie dagen stand te houden, waarna versterkingen zouden arriveren om Grol te ontzetten. Hij vernam dat Graaf Willem van Nassau uit Friesland was ontboden met volk, alsmede kolonel Edmont uit Rijnberk en overste Du Boys met troepen uit Deventer, Zwolle. Troepen en geschut trokken richting Doesburg.

### Verheviging van de strijd, overgave
Nadat Spinola deze cruciale informatie had gekregen, zette hij het beleg roekeloos in alle hevigheid voort. Hij spoorde zijn troepen aan als 'beesten' en dreef ze, na drie keer afgeslagen te zijn, voor een vierde keer de vestingwerken op. Na de inname van de halve manen, stelde Spinola zijn schiettuig hier op en begon snel met het dempen van de grachten. Ondanks hevig vuur van de belegerden, voerde hij op de 14e gelijktijdige aanvallen uit op drie verschillende delen van de stad. De wallen werden met houwelen uitgehakt. Dan, terwijl hij zijn troepen 'met grote pracht' in slagorde op gesteld had, maakte Spinola aan de inwoners van Grol duidelijk dat als ze zich niet overgaven, hij 'iedereen en alles zou vermoorden'. Hij moest en zou de stad hebben. De belegerden kregen één uur bedenktijd. Na deze vreselijke tijding wierpen de inwoners zich huilend en smekend aan de voeten van de jonge commandant Van Dort, die uiteindelijk toegaf en met tegenzin de stad overhandigde aan de Spanjaarden. Van Dort verborg de brief waarin stond dat hij de 16e ontzet zou worden, voor zijn soldaten. 

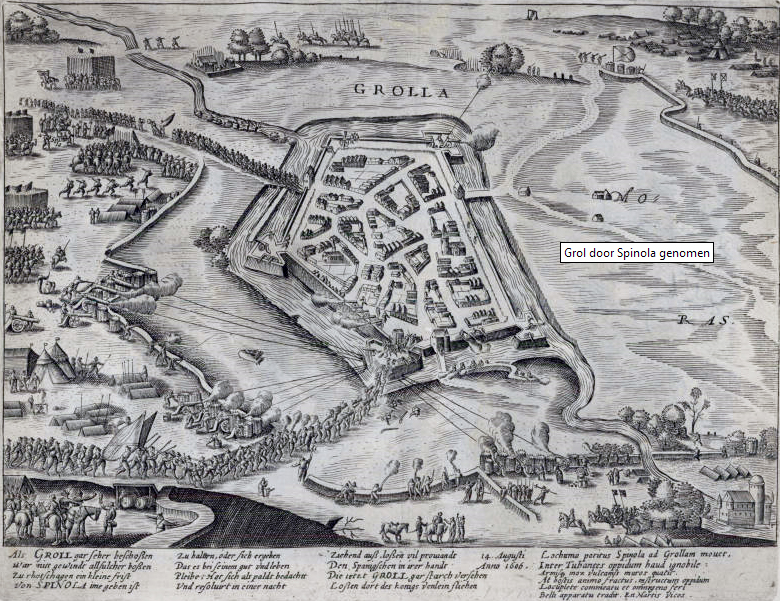
Weergave van de belegering door Spinola. (Frans Hogenberg)

Het garnizoen in de stad kreeg twee uur om te vertrekken en deed dit, niet zonder geplunderd te worden van 'volk en wagens' door Spinola. De inwoners die zich niet aan het Katholieke geloof wensten te onderwerpen kregen 2 maanden de tijd om te vertrekken. Vrijwel alle stedelingen kozen echter om te blijven onder 'welk geloof of bestuur dan ook', gewend als ze ondertussen waren aan het veranderen van de machthebbers en de continue staat van oorlog in de regio.

Spinola had, mede door zijn haast om voor de komst van Maurits de stad in te nemen, bijna 1000 man verloren tijdens het beleg. De grachten en vestingwerken van het belegerde Grol werden hersteld. In het door de Spanjaarden bezette 's-Hertogenbosch werd de overwinning gevierd en luidde de Sint-Janskathedraal met 3 slagen de victorie in. Door de rest van het land ging een golf van ontzetting na het horen van de overgave van de sterke vesting Grol. Een algehele invasie door de Spanjaarden werd gevreesd. Zutphen en Deventer werden nu direct bedreigd, later zouden ook Arnhem en Zwolle aangevallen kunnen worden en zelfs Utrecht was niet uitgesloten. In reactie op de gebeurtenissen trommelden de steden van de provincies Holland en Utrecht hun schutterijen op, en zonden deze naar de grote rivieren. Amsterdam stuurde als hulp 200 soldaten naar Zwolle, Utrecht stuurde er 200 naar Deventer, en Enkhuizen versterkte Steenwijk met 100 manschappen. Maurits verdeelde zijn leger over verschillende plaatsen, in afwachting van verdere acties van Spinola. De 19e augustus vertrok deze met zijn leger uit Grol.

### Herstelwerkzaamheden
De vesting had tijdens het beleg zware schade opgelopen, waardoor herstelwerkzaamheden nodig waren. Daar werd terstond na het beleg mee begonnen. Ook de approches die de Spanjaarden zelf aangelegd hadden werden afgebroken, om het Maurits' troepen niet te makkelijk te maken in het geval ze naar Grol zouden trekken. Grol en ook Lochem werden voor 5346 guldens gerepareerd en verder verstevigd. Bevoorrading vond plaats vanuit Lingen, dat een aan de Eems gelegen verzamelpunt was voor troepen, paarden, geschut en munitie.

## 2e Beleg van Grol in 1606 door Maurits

### Trage voortgang
Mede vanwege een gebrek aan voedsel werd Rijnberk door Spinola ingenomen, zonder ingrijpen van Maurits, die toen in Doesburg gelegerd was. De schatkist van Spinola was echter leeg geraakt, wat oproer en muiterij onder zijn soldaten veroorzaakte. Maurits en Oldenbarnevelt hadden besloten het gat in de verdedigingswerken te sluiten door middel van een ongebruikelijke herfstcampagne. Maurits' leger van 15000 man infanterie en 3000 cavalerie trok op om de steden in de regio te herwinnen en bracht eind oktober Lochem terug onder Staats bestuur. Wetende dat Spinola problemen met zijn troepen had en geen tegenoffensief zou kunnen organiseren, maakte Maurits geen haast met zijn leger in zijn opmars naar Grol. Toen hij eindelijk op 30 oktober bij Grol aankwam en begon met belegeren was het mooie weer voorbij en begon het onophoudelijk te regenen. Dit bracht ziekte onder zijn manschappen en veroorzaakte schaarste vanwege het bemoeilijkte transport van proviand en munitie naar de kampementen. Door onwil van Maurits om zijn troepen in het slechte weer te laten werken, maakte het beleg geen enkele progressie wat betreft loopgraven en approches (zigzaggende loopgraven naar de stad). Graaf Hendrik van den Bergh was commandant van Grol en had beschikking over 700 manschappen, enkele paarden en veel geschut. Bisschop Sasbout Vosmeer was op dat moment in de stad aanwezig.

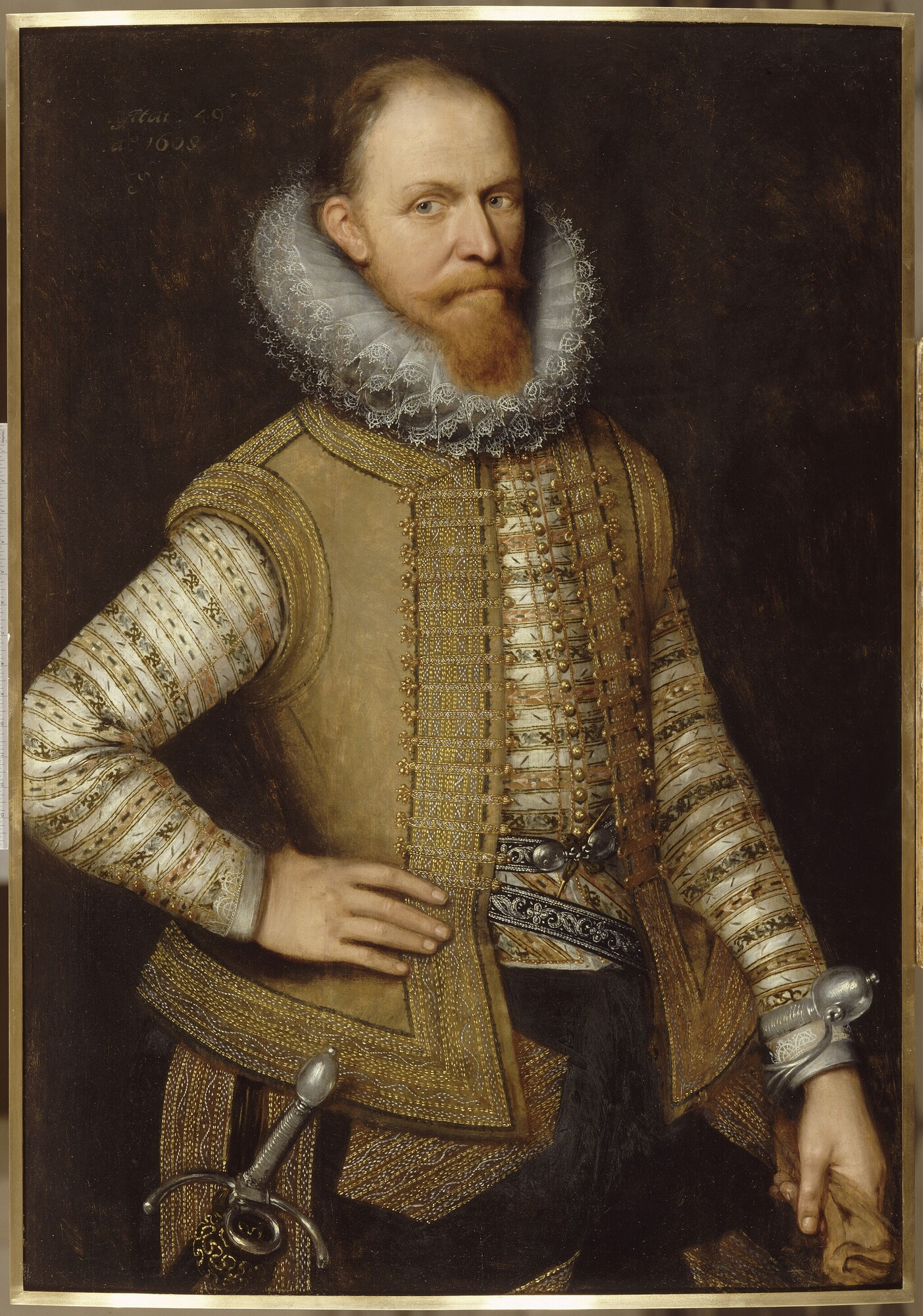
Maurits van Oranje

### Spinola in aankomst, Maurits blaast de aftocht
Op de avond van 4 november werd Maurits verrast door de tijding dat Spinola op weg naar Grol zou zijn met een leger. Spinola had met een kleine som geld zijn leger overgehaald zou hebben om hem te volgen: 8000 man infanterie en een 900 ruiters sterk, voorzien van 10 kanonnen haastte het zich naar Grol om de stad te ontzetten. Zonder Grol zou het nut van de inname van Rijnberk en naastliggende steden slechts beperkt zijn, aangezien deze afhankelijk waren van de ondersteunende steden in Gelderland, waaronder Grol. Van belang voor een overwinning was dat de belegeraars geen tijd zouden krijgen om zichzelf in te graven. Hij bewoog zijn leger daarom met grote haast richting Grol.

Maurits, ervan uitgaande dat hij zijn acties niet verstoord zouden worden, had bij het beleg afgezien van voorzorgsmaatregelen, zoals het aanleggen van een circumvallatielinie en het aanleggen van schansen voor zijn troepen. De veronderstelling dat een ondoordringbaar veengebied op de weg naar Grol Spinola zou afremmen bleek evenmin juist; Spinola's leger arriveerde 's avonds de 6e november in Vreden, terwijl velen nog bezig waren de absurditeit van Spinola's project te onderstrepen. Juist via het drassige veen zou Spinola zijn aanval inzetten.
De dag erna Maurits stelde zijn leger in slagformatie op. Geïnformeerd door zijn verkenners over een zwakke plek in de linies van Maurits, bewoog Spinola zijn troepen met precisie hierheen. Maurits trok de twee flanken van zijn leger samen en sloot de lijnen, terwijl hij zijn hoofdkwartier in het dorp Lievelde plaatste. Het gevecht zou nu in volle hevigheid losbarsten. Het Staatse leger was in het voordeel: Spinola's leger had net een lastige reis achter de rug, ook geplaagd door slecht weer en onbegaanbare wegen, terwijl Maurits' troepen al gedeeltelijk waren ingegraven en bovendien een groot numeriek overwicht hadden. Ondanks ziekte en honger waren de troepen van Maurits zeer bereid om te vechten, de Fransen in het bijzonder. Tot ieders verbazing blies Maurits opeens het gevecht af. Op 9 november trok hij zich met zijn leger terug naar Zelhem. Spinola zond een eskadron ruiters naar Maurits' ruiters die aftocht dekten. Er deden zich enkele schermutselingen voor, maar tot een veldslag kwam het niet.

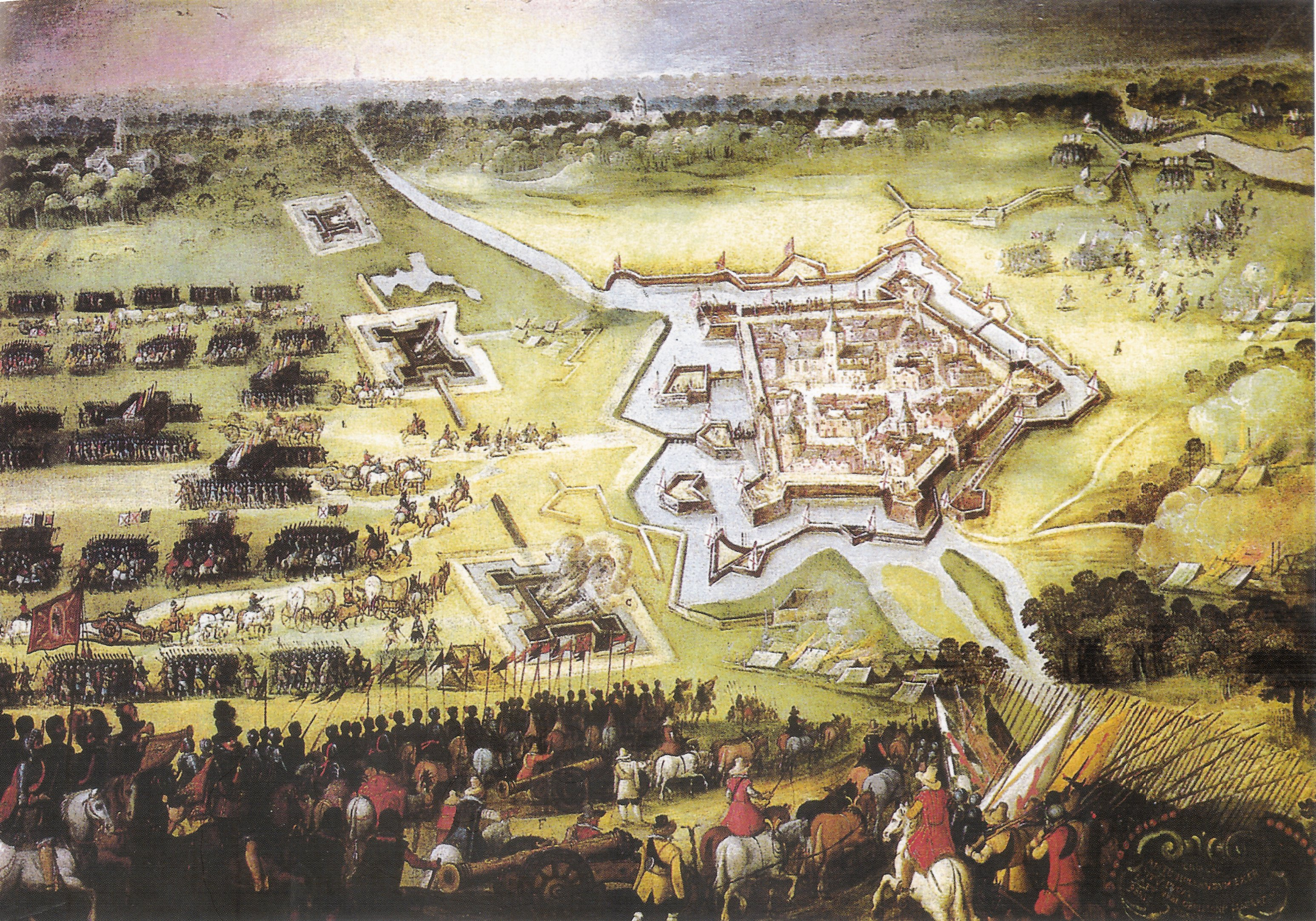
Maurits' leger (rechtsboven) wordt aangevallen door een vliegende brigade van Spinola en blaast de aftocht. (Pieter Snayers)

Na het verlies van Rijnberk en het echec bij Grol vertrok Maurits' leger naar het winterkwartier, opnieuw teleurgesteld en in de eer aangetast. Spinola ontzette Grol zonder de verwachte hoge prijs; hij en zijn leger vertrokken naar Münster, de campagne was afgelopen. In Spanje was men niet ontevreden over de inname van Rijnberk en het behoud van Grol, maar Spinola's wens om steden in het hart van de Republiek te veroveren was niet vervuld. Het aanhoudende slechte weer had roet in het eten gegooid. En zo eindigde veertig jaar van vechten zeer onverwacht, op een regenachtige novemberdag in de drassige velden rond de kleine stad Grol. Het was de laatste militaire operatie te land van de eerste helft van de Tachtigjarige oorlog.

Grol zou nooit meer belegerd worden door Maurits. In april van het volgende jaar werd besloten tot een staakt-het-vuren en in 1609 werd het Twaalfjarig Bestand ingeluid. Maurits' halfbroer Frederik Hendrik zou Grol pas in 1627 definitief onder staats bestuur brengen.

## Nasleep - Discussie[9]
Maurits kwam onder zware kritiek te liggen van zowel vriend en vijand, terwijl zijn faam als veldheer in Europa slonk en dat van zijn grote rivaal Spinola groeide. Hendrik IV van Frankrijk in het bijzonder was zeer ontevreden over de republiek en haar leider. Via zijn gezant Aerssen liet de Franse koning weten het onbegrijpelijk te vinden waarom zo'n fijn leger zo lang niets had gedaan en de belegerde steden niet te hulp was gekomen, zodat Spinola 'alles kon winnen waar hij maar op kwam dagen'. In december liet de koning schrijven dat hij zo verbolgen was over het Beleg van Grol dat het hem speet dat hij het geld dat hij had geleend aan de republiek niet had besteed aan de verdediging van zijn eigen grenzen. Met walging had hij vernomen dat het leger van Maurits de dubbele sterkte had gehad van dat van Spinola. 

Maurits verklaarde later dat zijn leger te verzwakt was door kou en ziekte om te vechten. Ook zou hij weinig vertrouwen hebben gehad in zijn cavalerie, sinds hun slechte gedrag bij Mülheim het jaar ervoor. Bovendien was Maurits' voorzichtigheid bekend. Maurits koos niet altijd op elke plek in gevecht te gaan. Wellicht heeft hij geweten dat hij Spinola's leger bij Grol had kunnen verslaan, maar niet de vijand zelf had kunnen overwinnen of de oorlog zou kunnen beëindigen. Grol was niet van direct cruciaal belang voor de Republiek. Het grootste belang van een overwinning zou Maurits' eigen faam zijn geweest. Daarom is het van één kant nobel te noemen dat hij het gevecht (en onvermijdelijke bloedbad) afblies dat hij vrijwel zeker gewonnen zou hebben en waar zijn troepen om vroegen. Aan de andere kant was het een uitzonderlijke kans om Spinola's leger met een klinkende overwinning te verslaan. Hij had eindelijk kunnen doen waar hij het hele jaar mee bezig was geweest. Maar terugkeren van het slagveld met een gedecimeerd leger zou slecht voor de militaire reputatie en onderhandelingspositie van de Republiek zijn geweest. De Republiek, en niet zijn eigenbelang, stond waarschijnlijk voorop bij Maurits.
1580: Inname van Groenlo door Rennenberg · 
1595: Maurits I · 
1597: Maurits II · 
1606: Spinola en Maurits III · 
1627: Frederik Hendrik · 
1672: Bernhard von Galen